# بحور الالحان
بحور الالحان کتابی در دانش موسیقی و نسبت آن با عروض نوشتهٔ فرصت‌الدوله شیرازی است. فرصت‌الدوله با احاطه‌ای که بر علم عروض و موسیقی داشت، رابطهٔ شعر و موسیقی را از دیدگاه وزن بیان کرده و در مقدمه کتاب شرحی دربارهٔ موسیقی و اصطلاحات معمول آن آورده‌است. بحور الالحان را می‌توان اولین مأخذ یا یکی از نخستین مآخذ تلقی کرد که در آن از تغییر نظام ادواری به دستگاهی سخن رفته‌است. این کتاب با وجود اختصار، به منزلهٔ پلی میان موسیقی قدیم و جدید ایران است.

## محتوا
این کتاب از دو جزء و یک خاتمه تشکیل شده‌است. جزء اول مقدمه‌ای است در بحث از موسیقی قدیم ایرانی و جدول هفت دستگاه آن؛ جزء دوم که در حقیقت جزء بزرگ‌تر و مهم‌تر آن است، با مقدمهٔ کوتاهی در عروض و اسامی بحرهای نوزده‌گانه شعر آغاز می‌شود و با مجموعه‌ای از اشعار (غزلیات، رباعیات، یک مثنوی، یک ساقی‌نامه، مقطعات، مناجات به نظم و نثر) ادامه می‌یابد و در خاتمهٔ کتاب نیز به حرمت تغنی از دیدگاه اسلام اشارهٔ کوتاهی شده‌است.

## اهمیت
بحور الالحان اثر فرصت‌الدوله شیرازی، از اولین آثار مکتوب راجع به نظام دستگاهی در موسیقی ایرانی است. این اثر اگر چه مستقیماً از واژهٔ «ردیف» برای توصیف طبقه‌بندی دستگاه‌ها استفاده نمی‌کند، اما دستگاه‌ها را به شکل رایج (متشکل از هفت دستگاه) نام می‌برد. در این کتاب ترتیب خاصی برای دستگاه‌ها ذکر شده‌است که عبارت‌اند از راست‌وپنجگاه، چهارگاه، سه‌گاه، همایون، نوا، ماهور و شور. بحور الالحان اولین بار در سال ۱۳۳۲ قمری در بمبئی چاپ شد و ده سال بعد که فرصت الدوله به تهران آمد و با مهدی صلحی که از شاگردان میرزاعبدالله بود آشنا شد نسخهٔ کاملتری از کتاب را در ایران منتشر کرد. فرصت‌الدوله در این کتاب به عدم آشنایی خود با نت‌نویسی اشاره کرده‌است و کتابش فقط گوشه‌های هر دستگاه را فهرست می‌کند اما جزئیات بیشتری از نحوهٔ اجرای گوشه‌ها یا دستگاه‌ها ارائه نمی‌کند. مابقی کتاب، به تحلیل عروض و رابطهٔ آن با ضرب‌آهنگ موسیقی ایرانی اختصاص دارد و سپس فهرستی از اشعار مختلفی که معمولاً در دستگاه‌های خاصی اجرا می‌شوند به همراه متن اشعار آمده‌است.

## نویسنده
در این که نویسندهٔ کتاب فرصت‌الدوله است شکی نیست، اما از آنجا که فرصت‌الدوله در هیچ‌یک از آثارش خود را موسیقی‌دان معرفی نکرده‌است، در این که نظریه‌پرداز اصلی بحور الالحان خودش باشد تشکیک شده‌است. بابک خضرائی با بررسی متن آثار فرصت‌الدوله چنین نتیجه گرفته‌است که احتمال دارد نظریه‌پرداز اصلی این رساله «میرزا عبدالوهاب یزدانی» باشد که ششمین و کوچک‌ترین فرزند وصال شیرازی بود.